# Moorarchäologie

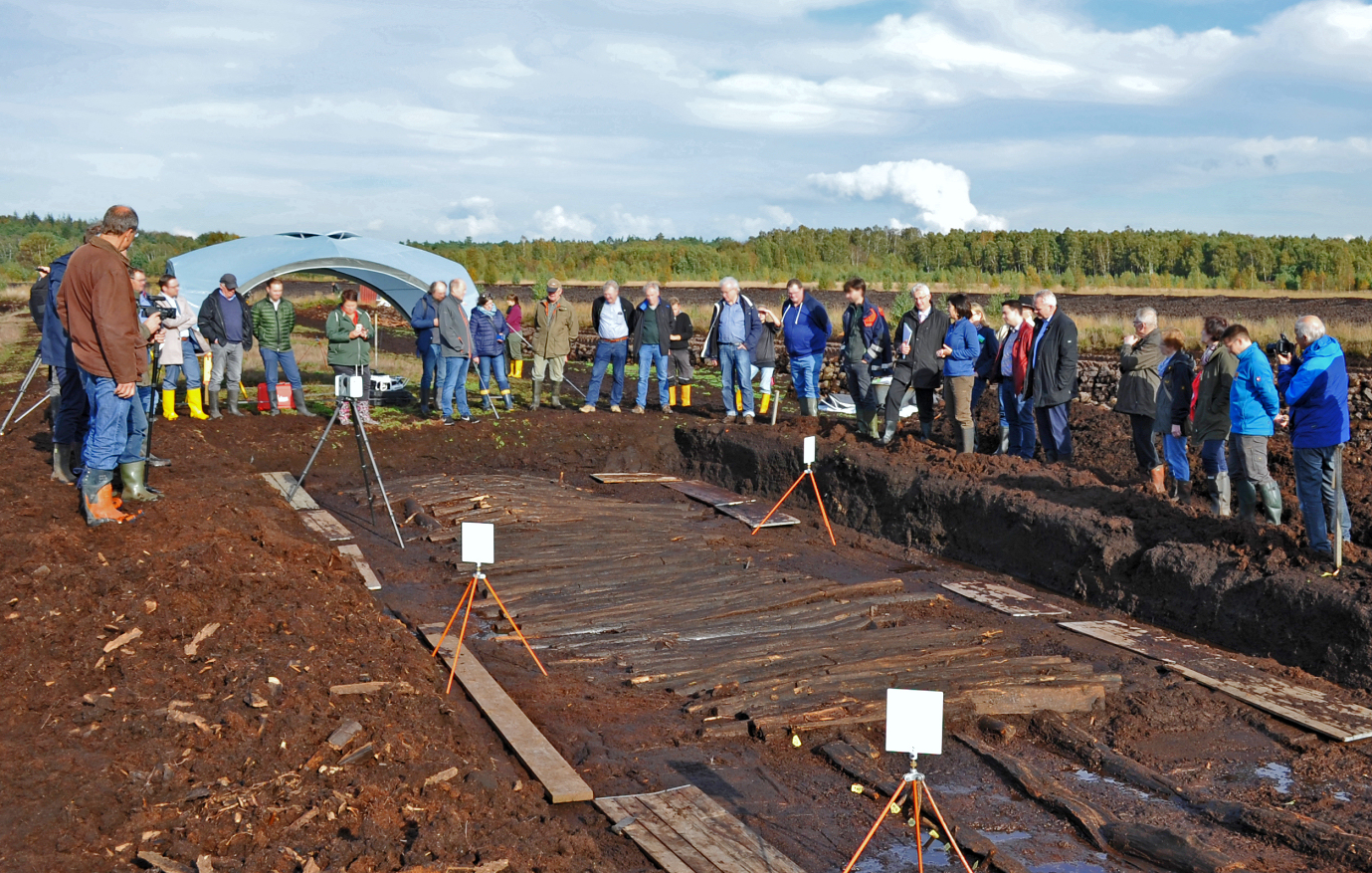
Ausgrabung des Moorwegs im Aschener Moor, 2019

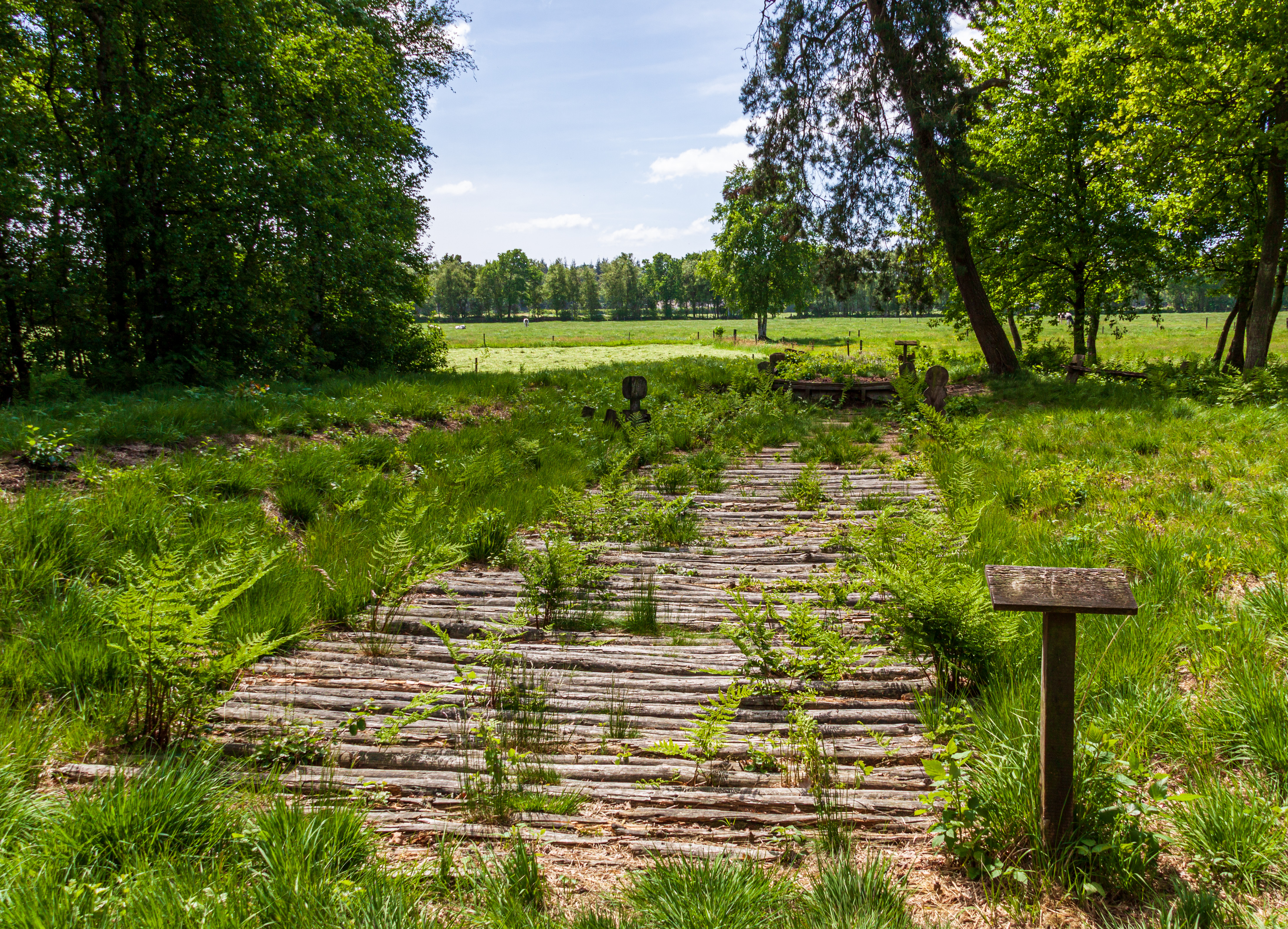
Rekonstruktion des ausgegrabenen Bohlenweges im Wittemoor

Die Moorarchäologie ist ein Spezialgebiet der Archäologie. Sie beschäftigt sich mit der Erforschung von Lebewesen, darunter Gerätschaften, Menschen und Werkzeugen, die in Hochmooren über Jahrhunderte und Jahrtausende konserviert wurden.

## Entwicklungsgeschichte
Der Beginn des Hochmoorwachstums ist die Folge der nacheiszeitlichen Klimaveränderung, in deren Verlauf die Jahresdurchschnittstemperatur und die Niederschlagsmengen auf im Mittel über 700 mm anstiegen. Beide Faktoren trugen an geeigneten Stellen zum Entstehung von Versumpfungszonen und zur Bildung von Niedermooren bei. Sie waren die Keimzellen der seit dem Atlantikum (ab etwa 7000 v. Chr.) aufwachsenden Hochmoore, die in der Folgezeit größere Regionen insbesondere des norddeutschen Tieflandes bedeckten. Noch im 18. Jahrhundert betrug der Mooranteil in vielen Gebieten mehr als 30 % der Gesamtfläche.

## Nutzungsgeschichte
Bis ins 19. Jahrhundert blieben die Hochmoorkörper weitgehend unberührt. Versuche, die Ödlandkultivierung von den Moorrändern aus in Gang zu setzen, scheiterten an fehlenden Konzepten und ausreichender Unterstützung. In der zweiten Hälfte des 19. Jahrhunderts wurde die oberflächliche Bearbeitung des Moores in Verbindung mit wirksamer Entwässerung für den Anbau von Feldfrüchten und als Viehweide mit größerem Erfolg in Angriff genommen. Gleichzeitig begann die wissenschaftliche Erforschung des Torfes, besonders unter dem Aspekt erweiterter Nutzungsmöglichkeiten. Nachdem zunächst nur die untere Moorschicht (Schwarztorf) als Brenntorf per Hand abgebaut wurde, begann in der ersten Hälfte des 20. Jahrhunderts auch die Verarbeitung der jüngeren Hochmoorschichten (Weißtorf) zu Dünge- und Streutorf. Dieser Abbau erfolgte maschinell. Durch Schaffung neuer Absatzmärkte und Ausbau der Produktpalette ist die Torfindustrie mittlerweile zu einem bedeutenden Wirtschaftsfaktor geworden, und das Interesse an weiteren Abbaugebieten ist groß. Auch die Land- und Forstwirtschaft hat durch Grundwasserabsenkung oder in Folgenutzung zur Umwandlung der Moorgebiete beigetragen.

## Forschungsgeschichte
Die Moorarchäologie besitzt in Nordwestdeutschland eine über 200-jährige Tradition. Eine erste öffentliche Diskussion kam nach einem Pressebericht im Jahr 1791 in Oldenburg auf, als über die Entdeckung einer weiblichen Moorleiche berichtet wurde. Ab 1812 veröffentlichte der Lohner Historiker und Politiker Carl Heinrich Nieberding aufgrund der von ihm vorgenommenen Untersuchungen an Bohlenwegen im Großen Moor Berichte über „neuentdeckte alte Heerwege durch das Moor bei Lohne“, wie den Moorweg im Aschener Moor. 1888 gab der Oldenburger Museumsdirektor Friedrich Kurd von Alten die Ergebnisse seiner Untersuchungen an Bohlenwegen im Großherzogtum Oldenburg bekannt. Ende des 19. Jahrhunderts forschten der Direktor des Osnabrücker Gymnasiums Friedrich Knoke und der Dammer Schulleiter Franz Böcker nach Bohlenwegen. In dieser Zeit tat sich als Pionier bei der Kartierung von Moorwegen der Kreisbauinspektor Hugo Prejawa aus Diepholz hervor. Im 20. Jahrhundert nahmen sich Wissenschaftler wie Ernst Sprockhoff der Moorarchäologie an. Nach dem Zweiten Weltkrieg führte Hajo Hayen als Mitarbeiter des Staatlichen Museums für Naturkunde und Vorgeschichte moorarchäologische Untersuchungen fort.

## Moore als Geschichtsarchiv
Ein intaktes Moor besitzt die besondere Fähigkeit, archäologische Fundstücke aus organogenen Substanzen, wie Fell, Haut, Holz, Stoff o. Ä. dauerhaft zu konservieren. Gerade solche Objekte bilden eine hervorragende Ergänzung zum Objektbestand der Mineralböden, in denen sie unter normalen Umständen vergehen.
Für die Moor-Archäologie stellen die niedersächsischen Hochmoorgebiete ein Kulturarchiv ersten Ranges dar. Wo ihre Zerstörung unaufhaltsam fortschreitet, gilt es besonders, durch gezielte Untersuchungen Informationen zu sammeln, diese auszuwerten und sie in historische Zusammenhänge zu bringen.
Ein Forschungsbereich ist die moor-archäologische Landesaufnahme (Moorkataster). Darüber hinaus wird im Sinne einer prophylaktischen Denkmalpflege die Entstehung der jeweiligen Moore erforscht. Ziel ist es, das Landschaftsbild – mit Klima, Fauna, Flora und der Einflussnahme des Menschen – hinsichtlich der natürlichen Potentiale dieses Lebensraumes in der Ur- und Frühgeschichte zu erkunden.
Die in den Mooren überlieferten Spuren sind wertvolle Informationsquellen: 
- Moorleichen zu Gesundheitszustand, Ernährungsweise, Körperhygiene, Haar- und Barttracht früherer Kulturen
- Kultfiguren wie das Götterpaar von Braak und Opfergaben sind Zeugnisse geistig-religiöser Vorstellungswelten
- Bekleidung wie der Bundschuh von Uetersen, Prachtmäntel, Kittel und Hosen zur Mode
- Gerätschaften des täglichen Bedarfs wie der Pflug von Walle zeugen von den handwerklich-technischen Fähigkeiten unserer Vorfahren
- Moorwege als Ergebnis organisierter Planung geben Aufschluss über gesellschaftliche Strukturen